# Heinz Fischer
Pour les articles homonymes, voir Fischer.
Heinz Fischer, né le 9 octobre 1938 à Graz (Styrie), est un homme d'État autrichien, président fédéral de la république d'Autriche de 2004 à 2016.
Issu d'une famille sociale-démocrate, il passe en 1961 son doctorat en droit à l'université de Vienne. Il est recruté l'année suivante comme collaborateur du groupe du SPÖ au Conseil national.
En 1971, il est élu à 33 ans député fédéral. Il est désigné président du groupe quatre ans plus tard et vice-président du parti en 1977. Après les élections de 1983, il est choisi comme nouveau ministre fédéral de la Science, un poste qu'il occupe trois ans. Il est élu président du Conseil national à la suite des élections de 1990 et conserve cette fonction jusqu'en 2002, quand il devient deuxième président après la victoire relative du Parti populaire.
Il remporte en 2004 l'élection présidentielle face à Benita Ferrero-Waldner, étant le premier social-démocrate élu à cette fonction depuis Franz Jonas en 1971. Il renonce à son affiliation politique le jour de son entrée en fonction. Il est réélu dès le premier tour en 2010, avec le soutien tacite du Parti populaire.

## Biographie

### Études et carrière
Heinz Fischer étudie dans un lycée dans une filière « humaniste » (littéraire avec latin et grec). Il passe son baccalauréat en 1956, puis il étudie le droit à l'université de Vienne.
Ayant obtenu en 1961 son doctorat, il est recruté l'année d'après comme collaborateur du groupe du SPÖ au Conseil national. En 1963, à l'âge de 25 ans, il passe un an en tant que bénévole dans le kibboutz Sarid (Israël).

### Carrière parlementaire et ministérielle

#### Débuts
En 1971, Heinz Fischer est élu député au Conseil national. Il est choisi en 1975 pour présider le groupe parlementaire des députés sociaux-démocrates, qui contrôlent alors la majorité absolue de l'assemblée. Il est désigné en 1977 vice-président fédéral du SPÖ par Bruno Kreisky.

#### Du gouvernement à la présidence du Conseil national
À la suite des élections de 1983, le nouveau chancelier Fred Sinowatz décide de confier à Fischer le poste de ministre fédéral de la Science et de la Recherche. Celui-ci est reconduit quand Franz Vranitzky prend la tête de l'exécutif fédéral en 1986. Il doit cependant quitter le cabinet quelques mois plus tard, les élections fédérales anticipées ayant conduit à la reformation d'une grande coalition.
Il revient alors au Conseil national. Il en devient le président après les élections de 1990. Il conserve ce poste en 2002, lorsque le Parti populaire devient la première force parlementaire : il est en conséquence désigné pour les fonctions de deuxième président.

### Président fédéral d'Autriche
En janvier 2004, Heinz Fischer annonce sa candidature à la présidence fédérale. Le 25 avril 2004, il est élu président fédéral d'Autriche et succède ainsi à Thomas Klestil pour un mandat de six ans. Candidat du Parti social-démocrate d'Autriche (SPÖ), il bat avec 52 % des voix Benita Ferrero-Waldner, la ministre fédéral des Affaires étrangères et candidature du Parti populaire autrichien (ÖVP).
Il prête serment le 8 juillet 2004, reprenant les fonctions présidentielles assurées à titre intérimaire par les présidents du Conseil national, après la mort subite du président Thomas Klestil, le 6 juillet, deux jours avant la fin de son mandat.
Heinz Fischer, bénéficiant d'une très large popularité, notamment auprès des jeunes, est réélu pour un second mandat lors de la présidentielle du 25 avril 2010 en remportant 78,9 % des suffrages exprimés, devançant très largement Barbara Rosenkranz, candidate de l'extrême-droite (FPÖ). Il a également bénéficié de l'absence de candidat conservateur, ce qui a conduit à une chute de 22 points de la participation électorale.
En mai 2016, en nommant le social-démocrate Christian Kern chancelier fédéral, il devient le chef de l'État autrichien à avoir travaillé avec le plus grand nombre de chefs du gouvernement depuis 1945, ayant connu quatre chanceliers de plein exercice depuis 2004.

### Fin de mandat
Alors qu'il doit quitter ses fonctions le 8 juillet 2016, la Cour constitutionnelle annule le 1er juillet le résultat du second tour de l'élection présidentielle, qui avait vu la victoire sur le fil de l'écologiste Alexander Van der Bellen sur le nationaliste Norbert Hofer. À l'issue de son mandat, Heinz Fischer est ainsi remplacé par intérim par un « corps collégial » formé par les trois présidents du Conseil national, dont Hofer lui-même. Il est alors le premier chef de l'État autrichien depuis 1945 à aller au terme constitutionnel de son mandat sans successeur élu.

### Vie privée
Fischer, qui se déclare agnostique, est marié depuis 1968 à Margit Binder. Heinz et Margit Fischer ont deux enfants : Philip (1972) et Lisa (1974). Fischer est alpiniste amateur et président de l'organisation autrichienne Naturfreunde (« les amis de la nature ») depuis de nombreuses années.

### Distinctions
- 1993  Chevalier grand-croix de l'ordre du Mérite de la République  Italie
- 2005  Grand collier de l'ordre de l'Infant Dom Henri [3]  Portugal
- 2005  Grand-croix de l'ordre d'Isabelle la Catholique  Espagne
- 2006  Grand-croix de l'ordre de la Rose blanche  Finlande
- 2006  Grand-croix avec collier de l'ordre du Mérite  Hongrie
- 2006  Collier de l'ordre pro Merito Melitensi
- 2007  Chevalier grand-croix avec collier de l'ordre du Mérite de la République italienne  Italie
- 2007  Grand-croix de l'ordre de Saint-Olaf  Norvège
- 2007  Chevalier de l'ordre des Séraphins  Suède
- 2009  Grand-croix avec collier de l'ordre de Vytautas le Grand [4]  Lituanie
- 2009  Grand collier de l'ordre de Sant'Iago de l'Épée [3]  Portugal
- 2009  Grand collier de l'ordre du Lion blanc  Tchéquie
- 2012  Collier de l'ordre du Mérite  Chili
- 2013  Grand croix de l'ordre national de la Légion d'honneur  France
- 2013  Chevalier de l'ordre du Lion d'or de la maison de Nassau[5]  Luxembourg
- 2014  Ordre national  Albanie
- 2015  Grand collier de l'ordre du Condor des Andes  Bolivie
- 2016  Ordre de Stara Planina  Bulgarie